# Rémi Weil
Karl Remigius „Rémi“ Weil (* 17. Dezember 1899 in Straßburg; † 20. November 1943 im KZ Auschwitz) war ein französischer Wasserspringer und Schwimmer.

## Karriere
Weil nahm 1920 an den Olympischen Spielen in Antwerpen teil. Hier erreichte er im Kunstspringen in der Vorrunde den siebten Rang und konnte sich somit nicht für das Finale qualifizieren. Den Schwimmwettbewerb über 100 m Freistil beendete er als Vierter seines Laufes ebenfalls im Vorlauf. Vier Jahre später folgte eine zweite olympische Teilnahme. Bei den Spielen in Paris scheiterte er im Kunstspringen knapp an der Finalqualifikation. Seine erreichte Punktzahl von 497,9 hätte hierbei in den anderen beiden Springergruppen der Vorrunde für den Einzug in das Finale gereicht.
1943 wurde Weil von den Nationalsozialisten im KZ Auschwitz ermordet.